# Galaxias zebratus
Galaxias zebratus је зракоперка из реда Salmoniformes.

## Угроженост
Подаци о распрострањености ове врсте су недовољни.

## Распрострањење
Ареал врсте је ограничен на једну државу. 
Јужноафричка Република је једино познато природно станиште врсте.

## Станиште
Станишта врсте су планине, речни екосистеми и слатководна подручја.